# سباق الدراجات الهوائية

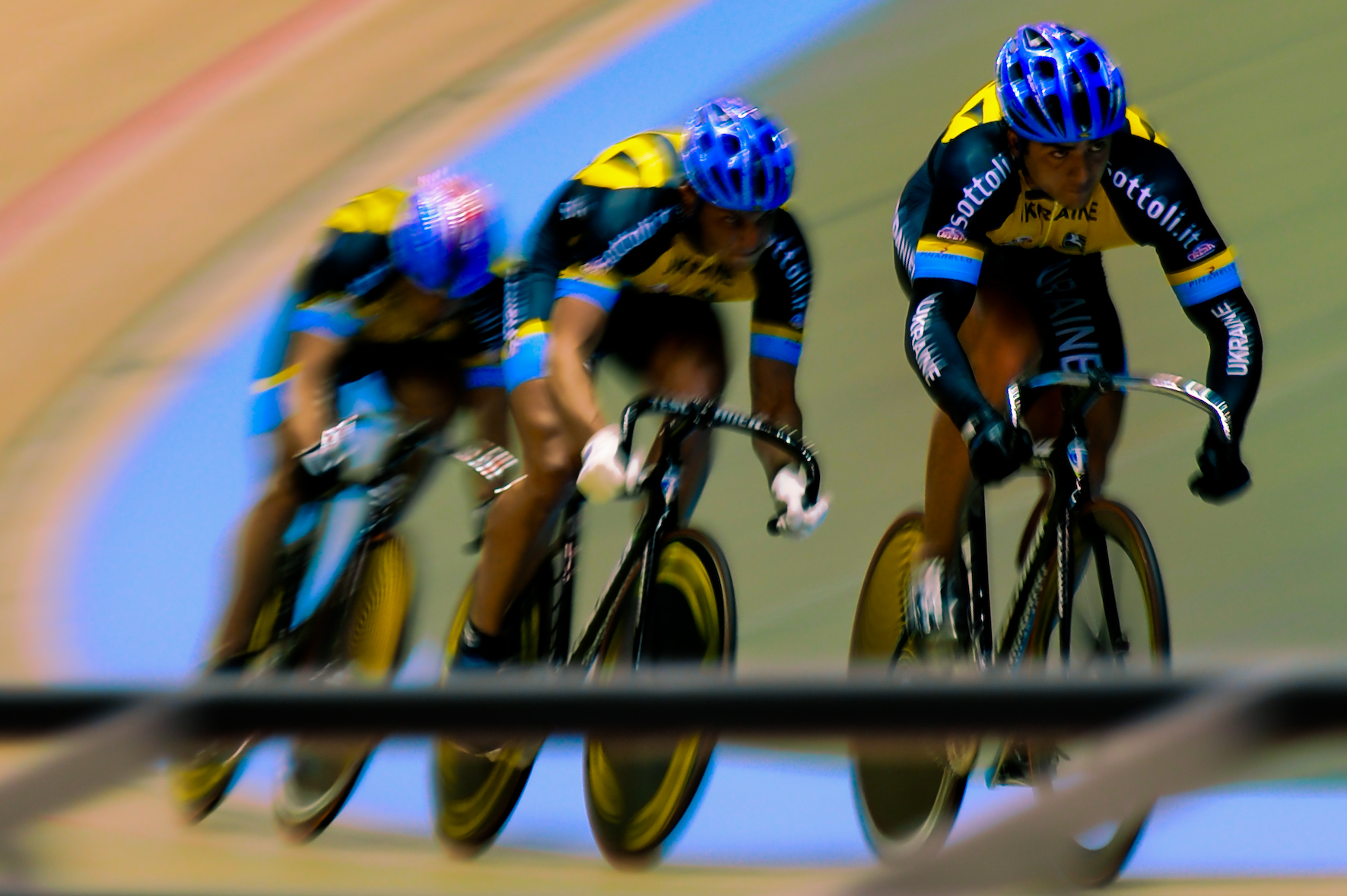
إحدى مسابقات بطولة العالم لسباق الدراجات على المضمار 2008.

سباق الدراجات هو مجموعة من الأنواع الرياضية التي تستعمل فيها الدراجات الهوائية للتنافس الرياضي. تدخل في إطار سباق الدراجات التصنيفات التالية:
- سباق الدراجات على الطريق
- سباق الدراجات على المضمار
- سباق الدراجات الجبلية (mountain-bike)
- سباق دراجات الاختراق (بي إم إكس) (BMX)

الهيئة الدولية المسؤولة عن هذا النوع من السباقات وتنظيم مسابقاتها الدولية، هي الاتحاد الدولي للدراجات، الكائن مقره في سويسرا.

## تاريخ

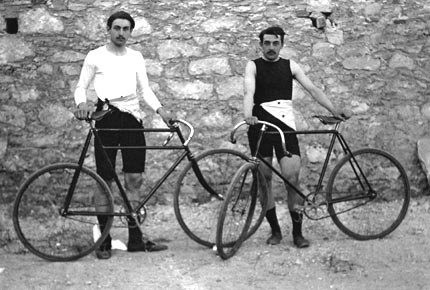
الدراجان الفرنسيان بول ماسون و ليون فلامين، من أوائل الدراجين المحترفين.

أقيمت أول مسابقة رياضية لسباق الدراجات، في 31 ماي 1868، في مدار من 1200 متر وبمشاركة سبعة متسابقين. أقيمت المسابقة في إحدى حدائق الضاحية الباريسية سان كلو. فاز بالسباق البريطاني جيمس مور بدراجة خشبية بقرص أضراس ثابت وبعجلات حديدية.

سنة بعد ذلك سيقام أول سباق على الطريق بالمفهوم المعاصر، في 7 نونبر 1869، بين مدينتي باريس وروان على مسافة 123 كلم. فاز جيمس مور، أيضا بالسباق، بتوقيت 10 ساعات و 45 دقيقة.
مع التطور السريع الذي ستعرفه تقانة صناعة الدراجات، في النصف الثاني للقرن التاسع عشر، ستعرف الرياضة تزايدا في شعبيتها عبر التراب الأوروبي، وخصوصا بإيطاليا وهولندا وفرنسا وإسبانيا وبريطانيا. كانت هذه الدول سباقة إلى إنشاء أندية واتحادات وطنية. وهكذا تأسست أول الأندية بفلورانسا (1870) وهولندا (1871) وقادش (1878)، كما تأسس أول اتحاد (جامعة) وطني بفرنسا سنة 1881، والتي أحدثت أول بطولة وطنية لسباق الدراجات في نفس السنة.

تأسس أول تجمع دولي سنة 1892، بلندن وتسمى بالجمعية الدولية للدراجين. لكنه سرعان ما اختفى بسبب خلافات بين الدول المؤسسة، ليحدث الاتحاد الدولي (و هو الهيئة الوصية الحالية) في 14 أبريل 1900، وكانت الدول المؤسسة آنذاك فرنسا وبلجيكا والولايات المتحدة وإيطاليا وسويسرا.

كان الصنفان السائدان آنذاك هما سباقات الطريق وسباقات المضمار، وكان دراجو تلك الفترة غير متخصصين، أي أن مشاركاتهم كانت تبتدئ من مسابقات ال 333 متر في المضمار إلى سباقات ال 100 كلم على الطريق. رغم ذلك، كانت لسباقات المضمار الأكثرية في تنظيم المسابقات، وذلك لكونها أكثر سهولة تنظيميا وأكثر درا للربح المادي (لاستحالة تنظيم سباق طريق مؤدى عنه من طرف الجمهور).

تعتبر مسابقة «الستة أيام» اللندنية أول مسابقة لدراجات المضمار، وتم افتتاحها في 1878، كما نظمت أول بطولة عالمية في هذا الصنف سنة 1893، ضمن فعاليات معرض شيكاغو الدولي، وضمت مسابقتين للسرعة وللمسافات النصف طويلة.
في 1896، كان سباق الدراجات من الرياضات المعتمدة، خلال أول نسخة من الألعاب أولمبية المعاصرة.

عرف آخر عقد من القرن التاسع عشر ظهور أولى نسخ سباقات الطريق العريقة، والتي تحولت مع مرور السنوات إلى «معالم» كما هو متعارف عليه في مجتمع الدراجين. ولا زالت بعض «المعالم» قائمة إلى العصر الحالي كسباق «لييج باسطوني لييج» البلجيكي. تميزت بدايات القرن العشرين كذلك بظهور سباقات الطريق بمراحل، المعروفة بالطوافات الكبرى، كطواف فرنسا (1903) وإيطاليا (1909) وإسبانيا (1935).

في سنة 1965، انقسم الاتحاد الدولي، تحت ضغط اللجنة الأولمبية الدولية، إلى جامعتين دوليتين، واحدة للهواة (FIAC) استقرت بروما وأخرى للمحترفين (FICP) استقرت باللوكسمبورغ، واحتفظ الاتحاد الدولي بوظيفة التنسيق بين الجامعتين. كانت جامعة الهواة الأكثر أعضاء (127) واحتكرت تمثيل الرياضة في الألعاب الأولمبية. هيمنت دول أوروبا الشرقية، التي لم تكن تتوفر على بنية احترافية لرياضة سباق الدراجات آنذاك، على تسيير جامعة الهواة. في 1992، وحد الاتحاد الدولي الجامعتين، واستقر بلوزان بسويسرا.

## أهم الأحداث
في ما يلي جرد  لأهم الأحداث التي ميزت تطور رياضة سباق الدراجات باصنافها المتنوعة، منذ نهاية القرن التاسع عشر:

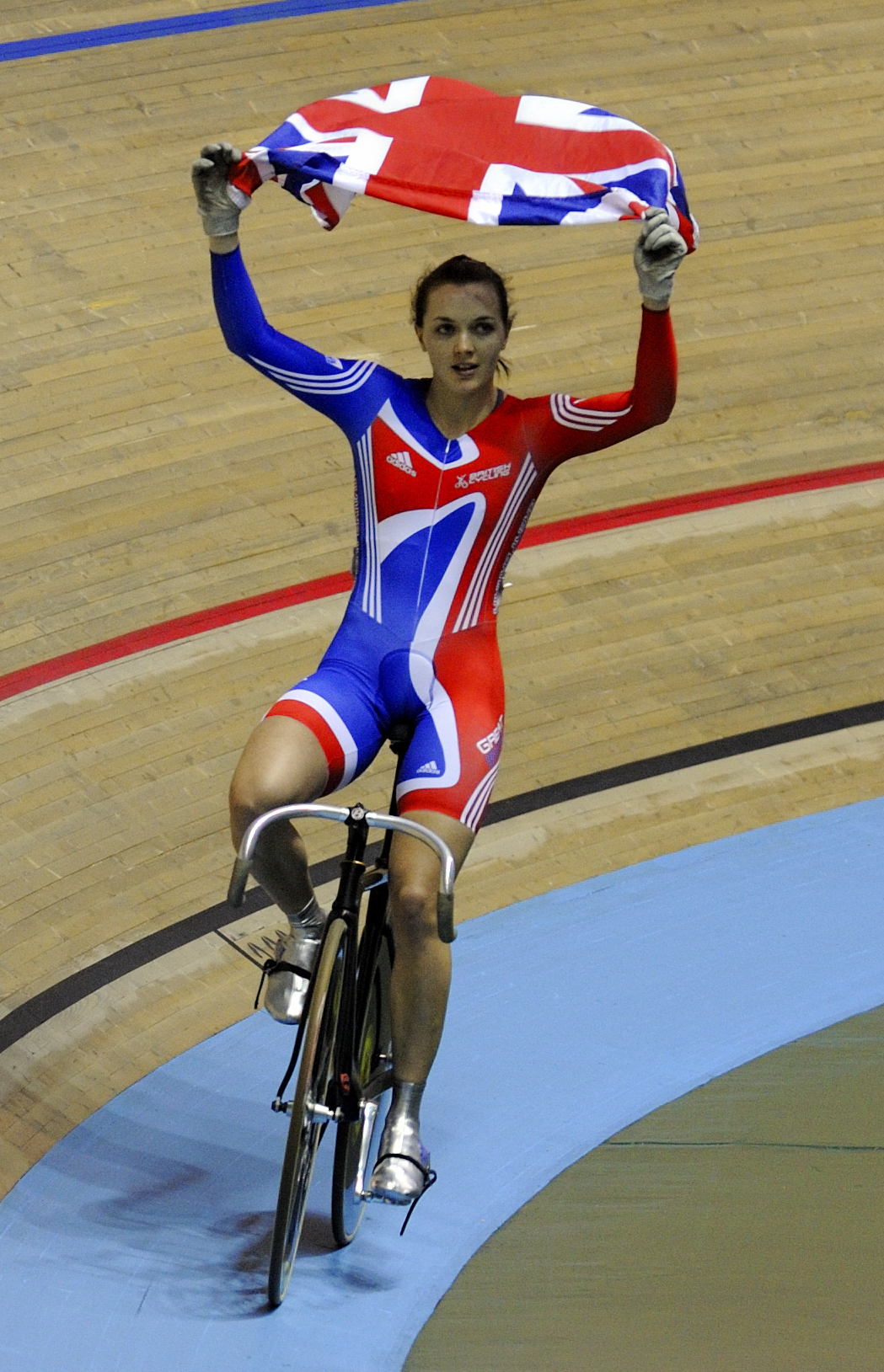
البريطانية فيكتوريا بندلتون بطلة مسابقة الكيرين في صنف المضمار خلال أولمبياد لندن 2012

- 1893 : أول بطولة عالمية لسباق الدراجات على المضمار.
- 1896 : إدراج سباق الدراجات في صنفي الطريق والمضمار في دورة أثينا للألعاب الأولمبية الصيفية.
- 1900 : تأسيس الاتحاد الدولي.
- 1912 : غياب صنف المضمار في دورة الألعاب الأولمبية الصيفية بستوكهولم (و هو الغياب الوحيد لهذا الصنف في تاريخ الأولمبياد).
- 1927 : أول بطولة عالمية لسباق الدراجات على الطريق.
- 1950 : أول بطولة عالمية لسباق الدراجات على المضمار داخل القاعة.
- 1965 : انقسام الاتحاد الدولي إلى جامعة للهواة (FIAC) وأخرى للمحترفين (FICP).
- 1984 : أول بطولة عالمية لسباق دراجات الحواجز (trial).
- 1988 : أول مشاركة نسوية في تاريخ الأولمبياد وكانت في صنف المضمار خلال دورة سيول.
- 1990 : أول بطولة عالمية لسباق الدراجات الجبلية (mountain-bike).
- 1992 : إعادة توحيد الاتحاد الدولي واستقراره بلوزان.
- 1993 : أول بطولة عالمية لسباق دراجات الاختراق (BMX).
- 1996 : عرفت دورة أطلانطا أول مشاركة للدراجين المحترفين في تاريخ الأولمبياد واعتماد سباق الدراجات الجبلية (mountain-bike) كرياضة أولمبية.
- 2008 : اعتماد سباق دراجات الاختراق أو «بي إم إكس» (BMX) كرياضة أولمبية خلال دورة بيجين.

## الأصناف

### سباق الدراجات على الطريق

تقنية التتابع التي يستخدمها دراجو الطريق للتعاون على الحد من تأثير المقاومة المفرملة للهواء، أثناء السباق.

تجرى منافسات هذا الصنف على الطرق الأسفلتية ويضم الأنواع التالية:
- السباقات المستقيمة: وتجرى في يوم واحد، بسباق فريد. ومن أشهرها السباقات المعروفة «بالمعالم» مثل «لييج باسطوني لييج» (Liège-Bastogne-Liège) و «باريس روبي» (Paris-Roubaix).
- السباقات المدارية: وهي سباقات جماعية تجرى في مدار يستوجب قطعه مرة واحدة أو عدة مرات. وتجرى سباقات البطولات الوطنية والقارية والألعاب الأولمبية وفق هذا الصنف.[15]
- السباقات ضد الساعة: ويقوم خلالها الدراجون، كل على حدة بقطع مسافة مستوية (لا تتجاوز ال 100 كلم) في أقل زمن ممكن. تجرى كذلك المنافسة بصيغة الفرق.
- سباقات المراحل: وتجرى على مدى أيام ويرتب فيها المتنافسون حسب أفضل مجموع أوقات مسجلة في مجموع المراحل، التي تكون سباقات مستقيمة أو سباقات ضد الساعة. تجرى سباقات المراحل فوق مسارات متنوعة الجغرافيا كالطرق المنبسطة والطرق الجبلية، وتحتسب فيها الأزمنة فرديا وحسب الفرق. يصنف الدراجون أيضا خلال هذه السباقات حسب مهارات خاصة، كأحسن متسلق جبلي مثلا. من أشهر سباقات المراحل، الطوافات الأوروبية الكبرى لفرنسا وإسبانيا وإيطاليا.

### سباق الدراجات على المضمار
تجرى منافسات هذا الصنف على مضمار إهليلجي، مقعر الشكل، وتنقسم إلى صنفين، مسابقات السرعة ومسابقات التحمل:
مسابقات السرعة
- السرعة الفردية: ويشارك فيها بصفة فردية دراجان، يتوجب عليهما قطع عدد من اللفات في أقل وقت ممكن.

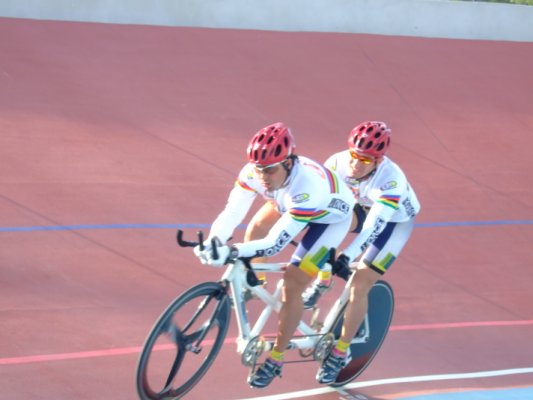
سباق سرعة فردية بالترادف.

- السرعة الفردية بالترادف: بنفس خصائص السرعة الفردية وتمارس بدراجة الترادفية.
- السرعة بالتتابع حسب الفرق
- مسابقة الكيلومتر (أو 500 متر بالنسبة للسيدات): مسابقة فردية ضد الساعة.
- الكيرين (Keirin): مسابقة يابانية المنشأ، تتسابق خلالها كوكبة من 6 إلى 8 دراجين على مسافة 2000 متر.
- ال 200 متر: وهو سباق سرعة فردي بانطلاق غير ثابت.

مسابقات التحمل
- المطاردة الفردية: يتقابل في هذا النوع دراجان، بانطلاق ثابت ومتقابلين قطريا.
- المطاردة الجماعية
- سباق النقط

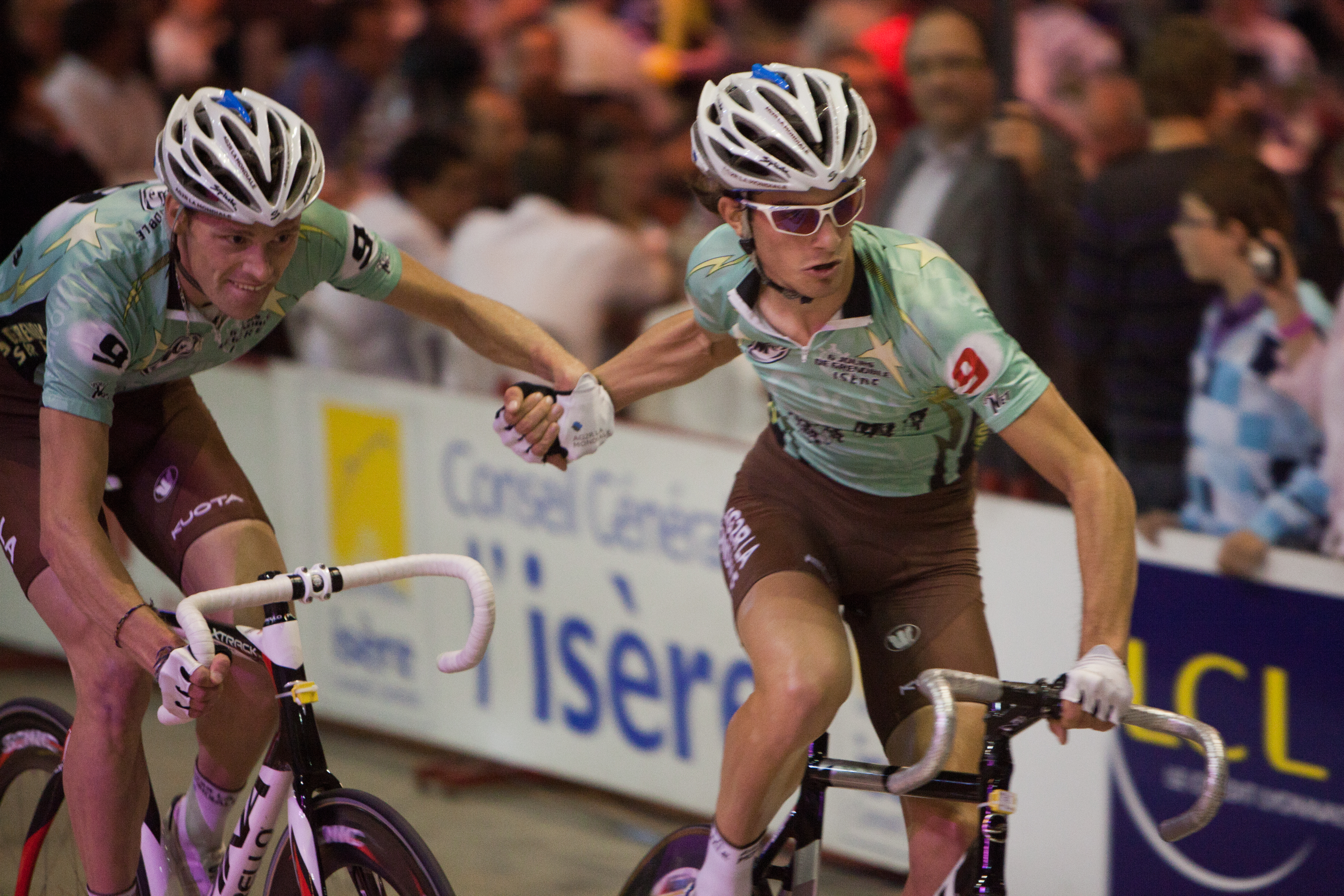
إسناد بين دراجين خلال إجدى منافسات الستة أيام بفرنسا.

- السباق الأمريكي أو ماديسون (Madison): صيغة أمريكية لسباق النقط.
- سباق الخدش أو السكراتش (scratch): هي مقابل سباقات الطريق المستقيمة في المضمار.
- سباق المسافة الطويلة: يجرى على مسافات تتراوح بين 30 و 100 كلم.
- سباق بالإقصاء: وهو سباق يقصى فيه، بعد كل تسارع جزئي آخر دراج في الكوكبة.
- الأومنيوم (Omnium): وهو توليفة من 6 مسابقات، ينقط فيها الدراج، فرديا، حسب مجموع نتائجه في المسابقات الست.

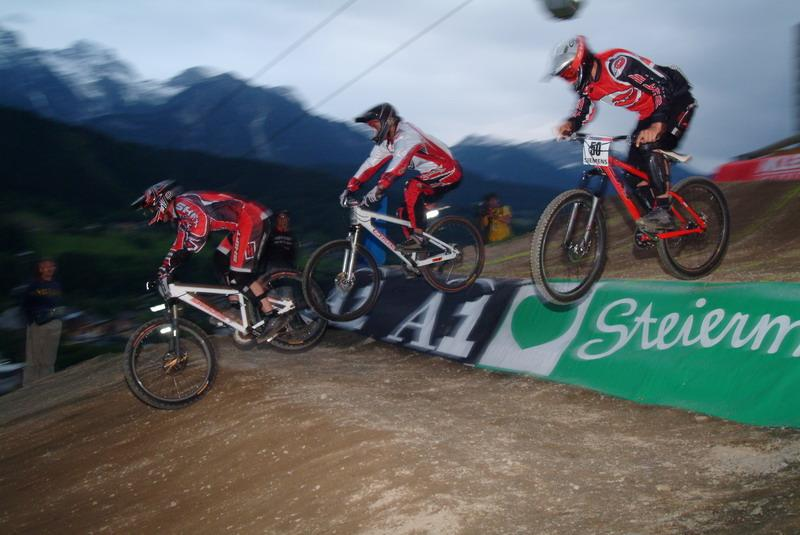
سباق الاختراق الرباعي (Four Cross).

### سباق الدراجات الجبلية

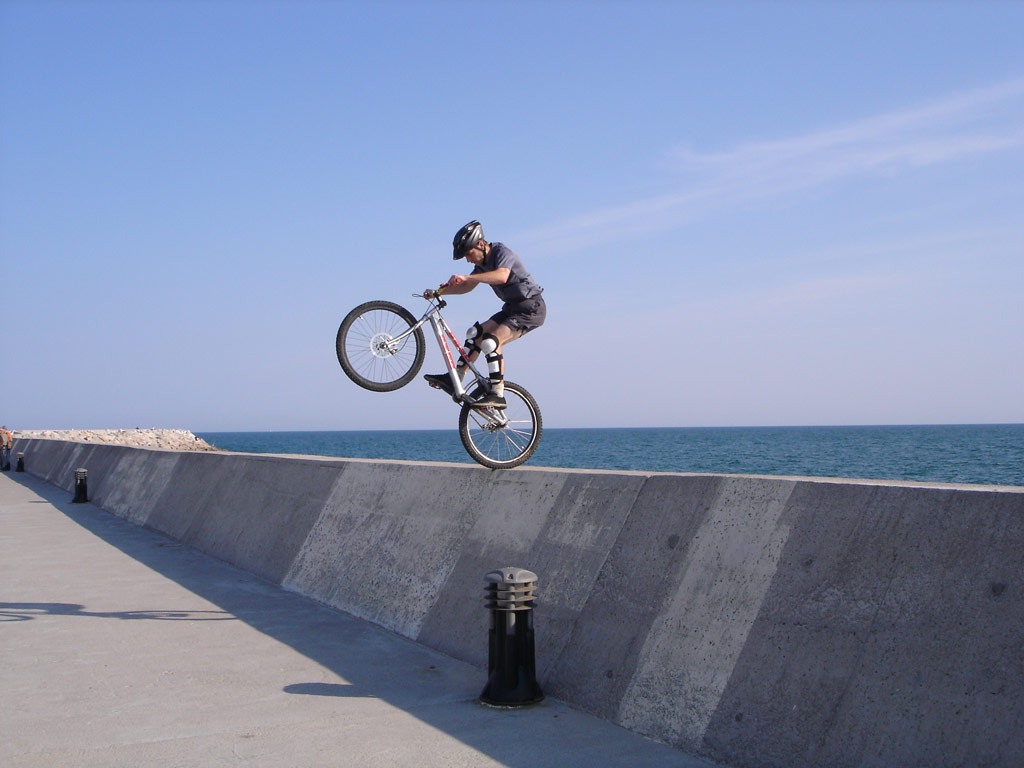
سباق دراجات الحواجز (trial).

تجرى سباقات الدراجات الجبلية (mountain-bike) على مسارات غير مستوية وغير أسفلتية ومن أهم مسابقاتها:
- اختراق الضاحية (Cross Country): وهو سباق في مدار متنوع التضاريس، يمكن أن تصل مسافته ل 40 كلم. هناك بعض مسابقات الدراجات الجبلية لاختراق الضاحية التي يمكن أن يصل مداها الزمني إلى 24 ساعة، فرديا أو حسب الفرق.
- سباقات الانحدار (downhill): التي يكون مسارها منحدرا وتتراوح مسافته بين 1,5 و 3 كلم. يتنافس الدراجون في هذا الصنف، كل على حدة.
- سباق الاختراق الرباعي (Four Cross): ويجرى بين أربع دراجين يتوجب عليهم قطع مسار، بحواجز، وشديد الانحدار. يجرى السباق في مدة زمنية تتراوح بين 30 ثانية ودقيقة واحدة.
- مسابقة دراجات الحواجز (trial): وهو صنف استعراضي يقضي بتجاوز مجموعة من الحواجز الطبيعية أو الاصطناعية، في أسرع زمن ممكن، وبالاستناد فقط لعجلات دراجة جبلية.

### سباق دراجات الاختراق أو «بي إم إكس» (BMX)

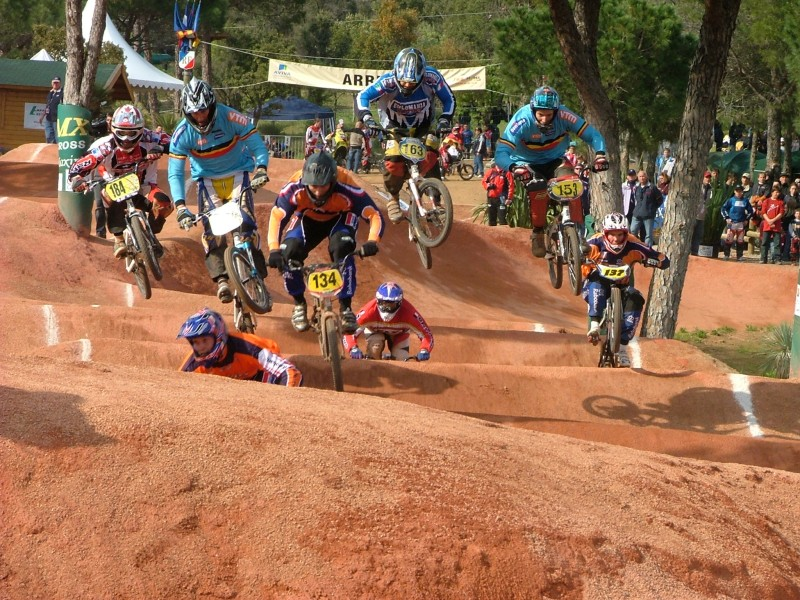
سباق (BMX).

نشأ هذا الصنف في ستينات القرن العشرين بكاليفورنيا بالولايات المتحدة، كصيغة بالدراجة الهوائية (Bicycle Moto Cross) لمنافسات الاختراق التي تمارس بالدراجات النارية (Moto Cross). تعرف اختصارا باسم بي إم إكس (BMX)، نسبة إلى صنف الدراجة المستعملة. تجرى المنافسة على شكل سباق بين 8 دراجين فوق مسار ترابي، بتضاريس، يتراوح طوله بين 340 و 400 متر. وهي مسابقة أولمبية، منذ 2008.

## سباق الدراجات في الألعاب الأولمبية
عرفت منافسات سباق الدراجات، عبر تاريخ الأولمبياد، انقطاع أنواع في فترات معينة والتخلي عن أنواع أخرى، وإدماج أنواع جديدة في الدورات الأخيرة، خصوصا المرتبطة بالدراجات الجبلية ودراجات الاختراق. في ما يلي جرد بأصناف سباق الدراجات المعتمدة، حاليا، في الأولمبياد (حسب لائحة دورة لندن 2012):
| النوع                           | الصنف                     | تاريخ الاعتماد الأول |
| ------------------------------- | ------------------------- | -------------------- |
| الكيرين رجال                    | سباق الدراجات على المضمار | 2000                 |
| السرعة الفردية رجال             | سباق الدراجات على المضمار | 1896                 |
| السرعة بالتتابع حسب الفرق رجال  | سباق الدراجات على المضمار | 2000                 |
| المطاردة الجماعية رجال          | سباق الدراجات على المضمار | 1908                 |
| الأومنيوم رجال                  | سباق الدراجات على المضمار | 2012                 |
| السرعة الفردية سيدات            | سباق الدراجات على المضمار | 1988                 |
| السرعة بالتتابع حسب الفرق سيدات | سباق الدراجات على المضمار | 2012                 |
| الكيرين سيدات                   | سباق الدراجات على المضمار | 2012                 |
| المطاردة الجماعية سيدات         | سباق الدراجات على المضمار | 2012                 |
| الأومنيوم سيدات                 | سباق الدراجات على المضمار | 2012                 |
| سباق مداري فردي رجال            | سباق الدراجات على الطريق  | 1896                 |
| سباق ضد الساعة فردي رجال        | سباق الدراجات على الطريق  | 1912                 |
| سباق مداري فردي سيدات           | سباق الدراجات على الطريق  | 1984                 |
| سباق ضد الساعة فردي سيدات       | سباق الدراجات على الطريق  | 1996                 |
| اختراق الضاحية رجال             | سباق الدراجات الجبلية     | 1996                 |
| اختراق الضاحية سيدات            | سباق الدراجات الجبلية     | 1996                 |
| "بي إم إكس" (BMX) رجال          | سباق دراجات الاختراق      | 2008                 |
| "بي إم إكس" (BMX) سيدات         | سباق دراجات الاختراق      | 2008                 |

في ما يلي لائحة الدول الأكثر تتويجا، في سباق الدراجات، عبر تاريخ الألعاب الأولمبية الصيفية:
| الترتيب | منتخب            | ذهبية | فضية | برونزية | المجموع |
| ------- | ---------------- | ----- | ---- | ------- | ------- |
| 1       | فرنسا            | 40    | 27   | 22      | 89      |
| 2       | إيطاليا          | 32    | 16   | 8       | 56      |
| 3       | المملكة المتحدة  | 26    | 26   | 23      | 75      |
| 4       | هولندا           | 16    | 16   | 11      | 43      |
| 5       | الولايات المتحدة | 15    | 17   | 21      | 53      |
| 6       | أستراليا         | 14    | 18   | 16      | 48      |
| 7       | ألمانيا          | 13    | 13   | 15      | 41      |
| 8       | الاتحاد السوفيتي | 11    | 4    | 9       | 24      |
| 9       | بلجيكا           | 6     | 8    | 10      | 24      |
| 10      | الدنمارك         | 7     | 8    | 8       | 23      |

## طالع أيضًا
- ركوب الدراجات
- دراجة هوائية
- طواف فرنسا
- طواف الخليج

## وصلات خارجية
- موقع الاتحاد الدولي لسباق الدراجات.
- موقع الاتحاد العربي للدراجات.
- موقع الجامعة الفرنسية لسباق الدراجات.
- موقع الجامعة الملكية المغربية لسباق الدراجات.
- التاريخ الأولمبي لسباق الدراجات من موقع sports-reference.com.
- موقع الإحصائيات المتخصص siteducyclisme.net.
- موقع ذاكرة سباق الدراجات نسخة محفوظة 11 سبتمبر 2018 على موقع واي باك مشين..